# Tour de Pologne 2016
La 73e édition du Tour de Pologne a eu lieu du 12 au 18 juillet 2016. Elle fait partie du calendrier UCI World Tour 2016 en catégorie 2.UWT.

## Équipes
| WorldTeams (18)- Tinkoff - Movistar Team - Etixx-Quick Step - Astana - Cannondale-Drapac - Dimension Data - Trek-Segafredo - Sky - Lampre-Merida - BMC Racing Team - Orica-BikeExchange - Giant-Alpecin - Katusha - Lotto NL-Jumbo - Lotto-Soudal - AG2R La Mondiale - IAM Cycling - FDJ Équipes continentales professionnelles (6)- Verva ActiveJet - CCC Sprandi Polkowice - Team Novo Nordisk - ONE Pro Cycling - Gazprom-RusVelo - Bardiani CSF Équipe nationale- Pologne |
| |

## Étapes
Ce Tour de Pologne est constitué de sept étapes représentant un parcours de 1 190 kilomètres à parcourir. La dernière étape est un contre-la-montre individuel
| Étape     | Date      | Villes étapes                        | type                        | Distance (km) | Vainqueur d'étape     | Leader du classement général |
| --------- | --------- | ------------------------------------ | --------------------------- | ------------- | --------------------- | ---------------------------- |
| 1re étape | 12 juill. | Radzymin – Varsovie                  | étape de plaine             | 135           | Davide Martinelli     | Davide Martinelli            |
| 2e étape  | 13 juill. | Tarnowskie Góry – Katowice           | étape de plaine             | 153           | Fernando Gaviria      | Fernando Gaviria             |
| 3e étape  | 14 juill. | Zawiercie – Nowy Sącz                | étape de moyenne montagne   | 240           | Niccolò Bonifazio     | Fernando Gaviria             |
| 4e étape  | 15 juill. | Nowy Sącz – Rzeszów                  | étape de moyenne montagne   | 218           | Fernando Gaviria      | Fernando Gaviria             |
| 5e étape  | 16 juill. | Wieliczka – Zakopane                 | étape de montagne           | 225           | Tim Wellens           | Tim Wellens                  |
| 6e étape  | 17 juill. | Terma Bukovina – Bukowina Tatrzańska | étape de montagne           | 194           | annulation de l'étape | Tim Wellens                  |
| 7e étape  | 18 juill. | Cracovie – Cracovie                  | contre-la-montre individuel | 25            | Alex Dowsett          | Tim Wellens                  |

## Déroulement de la course

### 1reétape
| \| Classement de l'étape \| Classement de l'étape \| Classement de l'étape \| Classement de l'étape \| Classement de l'étape \| \| Coureur \| Coureur \| Pays \| Équipe \| Temps \| \| --------------------- \| --------------------- \| --------------------- \| --------------------- \| --------------------- \| \| 1er \| Davide Martinelli \| Italie \| Etixx-Quick Step \| 3 h 01 min 10 s \| \| 2e \| Fernando Gaviria \| Colombie \| Etixx-Quick Step \| + 0 s \| \| 3e \| Caleb Ewan \| Australie \| Orica-BikeExchange \| + 0 s \| \| 4e \| Zdeněk Štybar \| Tchéquie \| Etixx-Quick Step \| + 0 s \| \| 5e \| Moreno Hofland \| Pays-Bas \| LottoNL-Jumbo \| + 0 s \| \| 6e \| Philippe Gilbert \| Belgique \| BMC Racing Team \| + 0 s \| \| 7e \| Kévin Réza \| France \| FDJ \| + 0 s \| \| 8e \| Michał Kwiatkowski \| Pologne \| Team Sky \| + 0 s \| \| 9e \| Tim Wellens \| Belgique \| Lotto-Soudal \| + 0 s \| \| 10e \| Sacha Modolo \| Italie \| Lampre-Merida \| + 0 s \| |                    |           |                    |                 |
| |                    |           |                    |                 |
| Source : ProCyclingStats |                    |           |                    |                 |
| Classement de l'étape |                    |           |                    |                 |
| Coureur | Coureur            | Pays      | Équipe             | Temps           |
| 1er | Davide Martinelli  | Italie    | Etixx-Quick Step   | 3 h 01 min 10 s |
| 2e | Fernando Gaviria   | Colombie  | Etixx-Quick Step   | + 0 s           |
| 3e | Caleb Ewan         | Australie | Orica-BikeExchange | + 0 s           |
| 4e | Zdeněk Štybar      | Tchéquie  | Etixx-Quick Step   | + 0 s           |
| 5e | Moreno Hofland     | Pays-Bas  | LottoNL-Jumbo      | + 0 s           |
| 6e | Philippe Gilbert   | Belgique  | BMC Racing Team    | + 0 s           |
| 7e | Kévin Réza         | France    | FDJ                | + 0 s           |
| 8e | Michał Kwiatkowski | Pologne   | Team Sky           | + 0 s           |
| 9e | Tim Wellens        | Belgique  | Lotto-Soudal       | + 0 s           |
| 10e | Sacha Modolo       | Italie    | Lampre-Merida      | + 0 s           |

| \| Classement général \| Classement général \| Classement général \| Classement général \| Classement général \| \| Coureur \| Coureur \| Pays \| Équipe \| Temps \| \| ------------------ \| ------------------ \| ------------------ \| ------------------ \| ------------------ \| \| 1er \| Davide Martinelli \| Italie \| Etixx-Quick Step \| 3 h 01 min 00 s \| \| 2e \| Fernando Gaviria \| Colombie \| Etixx-Quick Step \| + 4 s \| \| 3e \| Caleb Ewan \| Australie \| Orica-BikeExchange \| + 6 s \| \| 4e \| Zdeněk Štybar \| Tchéquie \| Etixx-Quick Step \| + 10 s \| \| 5e \| Moreno Hofland \| Pays-Bas \| LottoNL-Jumbo \| + 10 s \| \| 6e \| Philippe Gilbert \| Belgique \| BMC Racing Team \| + 10 s \| \| 7e \| Kévin Réza \| France \| FDJ \| + 10 s \| \| 8e \| Michał Kwiatkowski \| Pologne \| Team Sky \| + 10 s \| \| 9e \| Tim Wellens \| Belgique \| Lotto-Soudal \| + 10 s \| \| 10e \| Sacha Modolo \| Italie \| Lampre-Merida \| + 10 s \| |                    |           |                    |                 |
| |                    |           |                    |                 |
| Source : ProCyclingStats |                    |           |                    |                 |
| Classement général |                    |           |                    |                 |
| Coureur | Coureur            | Pays      | Équipe             | Temps           |
| 1er | Davide Martinelli  | Italie    | Etixx-Quick Step   | 3 h 01 min 00 s |
| 2e | Fernando Gaviria   | Colombie  | Etixx-Quick Step   | + 4 s           |
| 3e | Caleb Ewan         | Australie | Orica-BikeExchange | + 6 s           |
| 4e | Zdeněk Štybar      | Tchéquie  | Etixx-Quick Step   | + 10 s          |
| 5e | Moreno Hofland     | Pays-Bas  | LottoNL-Jumbo      | + 10 s          |
| 6e | Philippe Gilbert   | Belgique  | BMC Racing Team    | + 10 s          |
| 7e | Kévin Réza         | France    | FDJ                | + 10 s          |
| 8e | Michał Kwiatkowski | Pologne   | Team Sky           | + 10 s          |
| 9e | Tim Wellens        | Belgique  | Lotto-Soudal       | + 10 s          |
| 10e | Sacha Modolo       | Italie    | Lampre-Merida      | + 10 s          |

### 2eétape
| \| Classement de l'étape \| Classement de l'étape \| Classement de l'étape \| Classement de l'étape \| Classement de l'étape \| \| Coureur \| Coureur \| Pays \| Équipe \| Temps \| \| --------------------- \| --------------------- \| --------------------- \| --------------------- \| --------------------- \| \| 1er \| Fernando Gaviria \| Colombie \| Etixx-Quick Step \| 3 h 19 min 30 s \| \| 2e \| Elia Viviani \| Italie \| Team Sky \| + 0 s \| \| 3e \| Caleb Ewan \| Australie \| Orica-BikeExchange \| + 0 s \| \| 4e \| Kristian Sbaragli \| Italie \| Dimension Data \| + 0 s \| \| 5e \| Moreno Hofland \| Pays-Bas \| LottoNL-Jumbo \| + 0 s \| \| 6e \| Niccolò Bonifazio \| Italie \| Trek-Segafredo \| + 0 s \| \| 7e \| Heinrich Haussler \| Australie \| IAM Cycling \| + 0 s \| \| 8e \| Nikias Arndt \| Allemagne \| Giant-Alpecin \| + 0 s \| \| 9e \| Jasper De Buyst \| Belgique \| Lotto-Soudal \| + 0 s \| \| 10e \| Kamil Zieliński \| Pologne \| Pologne \| + 0 s \| |                   |           |                    |                 |
| |                   |           |                    |                 |
| Source : ProCyclingStats |                   |           |                    |                 |
| Classement de l'étape |                   |           |                    |                 |
| Coureur | Coureur           | Pays      | Équipe             | Temps           |
| 1er | Fernando Gaviria  | Colombie  | Etixx-Quick Step   | 3 h 19 min 30 s |
| 2e | Elia Viviani      | Italie    | Team Sky           | + 0 s           |
| 3e | Caleb Ewan        | Australie | Orica-BikeExchange | + 0 s           |
| 4e | Kristian Sbaragli | Italie    | Dimension Data     | + 0 s           |
| 5e | Moreno Hofland    | Pays-Bas  | LottoNL-Jumbo      | + 0 s           |
| 6e | Niccolò Bonifazio | Italie    | Trek-Segafredo     | + 0 s           |
| 7e | Heinrich Haussler | Australie | IAM Cycling        | + 0 s           |
| 8e | Nikias Arndt      | Allemagne | Giant-Alpecin      | + 0 s           |
| 9e | Jasper De Buyst   | Belgique  | Lotto-Soudal       | + 0 s           |
| 10e | Kamil Zieliński   | Pologne   | Pologne            | + 0 s           |

| \| Classement général \| Classement général \| Classement général \| Classement général \| Classement général \| \| Coureur \| Coureur \| Pays \| Équipe \| Temps \| \| ------------------ \| ------------------ \| ------------------ \| ------------------ \| ------------------ \| \| 1er \| Fernando Gaviria \| Colombie \| Etixx-Quick Step \| 6 h 20 min 24 s \| \| 2e \| Davide Martinelli \| Italie \| Etixx-Quick Step \| + 6 s \| \| 3e \| Caleb Ewan \| Australie \| Orica-BikeExchange \| + 8 s \| \| 4e \| Diego Ulissi \| Italie \| Lampre-Merida \| + 14 s \| \| 5e \| Moreno Hofland \| Pays-Bas \| LottoNL-Jumbo \| + 16 s \| \| 6e \| Nikias Arndt \| Allemagne \| Giant-Alpecin \| + 16 s \| \| 7e \| Niccolò Bonifazio \| Italie \| Trek-Segafredo \| + 16 s \| \| 8e \| Lorrenzo Manzin \| France \| FDJ \| + 16 s \| \| 9e \| Michał Kwiatkowski \| Pologne \| Team Sky \| + 16 s \| \| 10e \| Philippe Gilbert \| Belgique \| BMC Racing Team \| + 16 s \| |                    |           |                    |                 |
| |                    |           |                    |                 |
| Source : ProCyclingStats |                    |           |                    |                 |
| Classement général |                    |           |                    |                 |
| Coureur | Coureur            | Pays      | Équipe             | Temps           |
| 1er | Fernando Gaviria   | Colombie  | Etixx-Quick Step   | 6 h 20 min 24 s |
| 2e | Davide Martinelli  | Italie    | Etixx-Quick Step   | + 6 s           |
| 3e | Caleb Ewan         | Australie | Orica-BikeExchange | + 8 s           |
| 4e | Diego Ulissi       | Italie    | Lampre-Merida      | + 14 s          |
| 5e | Moreno Hofland     | Pays-Bas  | LottoNL-Jumbo      | + 16 s          |
| 6e | Nikias Arndt       | Allemagne | Giant-Alpecin      | + 16 s          |
| 7e | Niccolò Bonifazio  | Italie    | Trek-Segafredo     | + 16 s          |
| 8e | Lorrenzo Manzin    | France    | FDJ                | + 16 s          |
| 9e | Michał Kwiatkowski | Pologne   | Team Sky           | + 16 s          |
| 10e | Philippe Gilbert   | Belgique  | BMC Racing Team    | + 16 s          |

### 3eétape
| \| Classement de l'étape \| Classement de l'étape \| Classement de l'étape \| Classement de l'étape \| Classement de l'étape \| \| Coureur \| Coureur \| Pays \| Équipe \| Temps \| \| --------------------- \| --------------------- \| --------------------- \| --------------------- \| --------------------- \| \| 1er \| Niccolò Bonifazio \| Italie \| Trek-Segafredo \| 5 h 46 min 12 s \| \| 2e \| Moreno Hofland \| Pays-Bas \| LottoNL-Jumbo \| + 0 s \| \| 3e \| Luka Mezgec \| Slovénie \| Orica-BikeExchange \| + 0 s \| \| 4e \| Heinrich Haussler \| Australie \| IAM Cycling \| + 0 s \| \| 5e \| Roman Maikin \| Russie \| Gazprom-RusVelo \| + 0 s \| \| 6e \| Kristian Sbaragli \| Italie \| Dimension Data \| + 0 s \| \| 7e \| Ruslan Tleubayev \| Kazakhstan \| Astana \| + 0 s \| \| 8e \| Loïc Vliegen \| Belgique \| BMC Racing Team \| + 0 s \| \| 9e \| Sacha Modolo \| Italie \| Lampre-Merida \| + 0 s \| \| 10e \| Koen de Kort \| Pays-Bas \| Giant-Alpecin \| + 0 s \| |                   |            |                    |                 |
| |                   |            |                    |                 |
| Source : ProCyclingStats |                   |            |                    |                 |
| Classement de l'étape |                   |            |                    |                 |
| Coureur | Coureur           | Pays       | Équipe             | Temps           |
| 1er | Niccolò Bonifazio | Italie     | Trek-Segafredo     | 5 h 46 min 12 s |
| 2e | Moreno Hofland    | Pays-Bas   | LottoNL-Jumbo      | + 0 s           |
| 3e | Luka Mezgec       | Slovénie   | Orica-BikeExchange | + 0 s           |
| 4e | Heinrich Haussler | Australie  | IAM Cycling        | + 0 s           |
| 5e | Roman Maikin      | Russie     | Gazprom-RusVelo    | + 0 s           |
| 6e | Kristian Sbaragli | Italie     | Dimension Data     | + 0 s           |
| 7e | Ruslan Tleubayev  | Kazakhstan | Astana             | + 0 s           |
| 8e | Loïc Vliegen      | Belgique   | BMC Racing Team    | + 0 s           |
| 9e | Sacha Modolo      | Italie     | Lampre-Merida      | + 0 s           |
| 10e | Koen de Kort      | Pays-Bas   | Giant-Alpecin      | + 0 s           |

| \| Classement général \| Classement général \| Classement général \| Classement général \| Classement général \| \| Coureur \| Coureur \| Pays \| Équipe \| Temps \| \| ------------------ \| ------------------ \| ------------------ \| ------------------ \| ------------------ \| \| 1er \| Fernando Gaviria \| Colombie \| Etixx-Quick Step \| 12 h 06 min 36 s \| \| 2e \| Niccolò Bonifazio \| Italie \| Trek-Segafredo \| + 6 s \| \| 3e \| Caleb Ewan \| Australie \| Orica-BikeExchange \| + 8 s \| \| 4e \| Moreno Hofland \| Pays-Bas \| LottoNL-Jumbo \| + 10 s \| \| 5e \| Diego Ulissi \| Italie \| Lampre-Merida \| + 14 s \| \| 6e \| Roman Maikin \| Russie \| Gazprom-RusVelo \| + 16 s \| \| 7e \| Lorrenzo Manzin \| France \| FDJ \| + 16 s \| \| 8e \| Sacha Modolo \| Italie \| Lampre-Merida \| + 16 s \| \| 9e \| Heinrich Haussler \| Australie \| IAM Cycling \| + 16 s \| \| 10e \| Michał Kwiatkowski \| Pologne \| Team Sky \| + 16 s \| |                    |           |                    |                  |
| |                    |           |                    |                  |
| Source : ProCyclingStats |                    |           |                    |                  |
| Classement général |                    |           |                    |                  |
| Coureur | Coureur            | Pays      | Équipe             | Temps            |
| 1er | Fernando Gaviria   | Colombie  | Etixx-Quick Step   | 12 h 06 min 36 s |
| 2e | Niccolò Bonifazio  | Italie    | Trek-Segafredo     | + 6 s            |
| 3e | Caleb Ewan         | Australie | Orica-BikeExchange | + 8 s            |
| 4e | Moreno Hofland     | Pays-Bas  | LottoNL-Jumbo      | + 10 s           |
| 5e | Diego Ulissi       | Italie    | Lampre-Merida      | + 14 s           |
| 6e | Roman Maikin       | Russie    | Gazprom-RusVelo    | + 16 s           |
| 7e | Lorrenzo Manzin    | France    | FDJ                | + 16 s           |
| 8e | Sacha Modolo       | Italie    | Lampre-Merida      | + 16 s           |
| 9e | Heinrich Haussler  | Australie | IAM Cycling        | + 16 s           |
| 10e | Michał Kwiatkowski | Pologne   | Team Sky           | + 16 s           |

### 4eétape
| \| Classement de l'étape \| Classement de l'étape \| Classement de l'étape \| Classement de l'étape \| Classement de l'étape \| \| Coureur \| Coureur \| Pays \| Équipe \| Temps \| \| --------------------- \| --------------------- \| --------------------- \| --------------------- \| --------------------- \| \| 1er \| Fernando Gaviria \| Colombie \| Etixx-Quick Step \| 5 h 12 min 56 s \| \| 2e \| Luka Mezgec \| Slovénie \| Orica-BikeExchange \| + 0 s \| \| 3e \| Michał Kwiatkowski \| Pologne \| Team Sky \| + 0 s \| \| 4e \| Heinrich Haussler \| Australie \| IAM Cycling \| + 0 s \| \| 5e \| Boy van Poppel \| Pays-Bas \| Trek-Segafredo \| + 0 s \| \| 6e \| Zico Waeytens \| Belgique \| Giant-Alpecin \| + 0 s \| \| 7e \| Tiesj Benoot \| Belgique \| Lotto-Soudal \| + 0 s \| \| 8e \| Enrico Battaglin \| Italie \| LottoNL-Jumbo \| + 0 s \| \| 9e \| Kristian Sbaragli \| Italie \| Dimension Data \| + 0 s \| \| 10e \| Kévin Réza \| France \| FDJ \| + 0 s \| |                    |           |                    |                 |
| |                    |           |                    |                 |
| |                    |           |                    |                 |
| Classement de l'étape |                    |           |                    |                 |
| Coureur | Coureur            | Pays      | Équipe             | Temps           |
| 1er | Fernando Gaviria   | Colombie  | Etixx-Quick Step   | 5 h 12 min 56 s |
| 2e | Luka Mezgec        | Slovénie  | Orica-BikeExchange | + 0 s           |
| 3e | Michał Kwiatkowski | Pologne   | Team Sky           | + 0 s           |
| 4e | Heinrich Haussler  | Australie | IAM Cycling        | + 0 s           |
| 5e | Boy van Poppel     | Pays-Bas  | Trek-Segafredo     | + 0 s           |
| 6e | Zico Waeytens      | Belgique  | Giant-Alpecin      | + 0 s           |
| 7e | Tiesj Benoot       | Belgique  | Lotto-Soudal       | + 0 s           |
| 8e | Enrico Battaglin   | Italie    | LottoNL-Jumbo      | + 0 s           |
| 9e | Kristian Sbaragli  | Italie    | Dimension Data     | + 0 s           |
| 10e | Kévin Réza         | France    | FDJ                | + 0 s           |

| \| Classement général \| Classement général \| Classement général \| Classement général \| Classement général \| \| Coureur \| Coureur \| Pays \| Équipe \| Temps \| \| ------------------ \| ------------------ \| ------------------ \| ------------------ \| ------------------ \| \| 1er \| Fernando Gaviria \| Colombie \| Etixx-Quick Step \| 17 h 19 min 22 s \| \| 2e \| Michał Kwiatkowski \| Pologne \| Team Sky \| + 19 s \| \| 3e \| Diego Ulissi \| Italie \| Lampre-Merida \| + 22 s \| \| 4e \| Tim Wellens \| Belgique \| Lotto-Soudal \| + 25 s \| \| 5e \| Heinrich Haussler \| Australie \| IAM Cycling \| + 26 s \| \| 6e \| Roman Maikin \| Russie \| Gazprom-RusVelo \| + 26 s \| \| 7e \| Sacha Modolo \| Italie \| Lampre-Merida \| + 26 s \| \| 8e \| Floris Gerts \| Pays-Bas \| BMC Racing Team \| + 26 s \| \| 9e \| Philippe Gilbert \| Belgique \| BMC Racing Team \| + 26 s \| \| 10e \| Kamil Zieliński \| Pologne \| Pologne \| + 26 s \| |                    |           |                  |                  |
| |                    |           |                  |                  |
| |                    |           |                  |                  |
| Classement général |                    |           |                  |                  |
| Coureur | Coureur            | Pays      | Équipe           | Temps            |
| 1er | Fernando Gaviria   | Colombie  | Etixx-Quick Step | 17 h 19 min 22 s |
| 2e | Michał Kwiatkowski | Pologne   | Team Sky         | + 19 s           |
| 3e | Diego Ulissi       | Italie    | Lampre-Merida    | + 22 s           |
| 4e | Tim Wellens        | Belgique  | Lotto-Soudal     | + 25 s           |
| 5e | Heinrich Haussler  | Australie | IAM Cycling      | + 26 s           |
| 6e | Roman Maikin       | Russie    | Gazprom-RusVelo  | + 26 s           |
| 7e | Sacha Modolo       | Italie    | Lampre-Merida    | + 26 s           |
| 8e | Floris Gerts       | Pays-Bas  | BMC Racing Team  | + 26 s           |
| 9e | Philippe Gilbert   | Belgique  | BMC Racing Team  | + 26 s           |
| 10e | Kamil Zieliński    | Pologne   | Pologne          | + 26 s           |

### 5eétape
| \| Classement de l'étape \| Classement de l'étape \| Classement de l'étape \| Classement de l'étape \| Classement de l'étape \| \| Coureur \| Coureur \| Pays \| Équipe \| Temps \| \| --------------------- \| --------------------- \| --------------------- \| --------------------- \| --------------------- \| \| 1er \| Tim Wellens \| Belgique \| Lotto-Soudal \| 5 h 57 min 22 s \| \| 2e \| Davide Formolo \| Italie \| Cannondale-Drapac \| + 3 min 48 s \| \| 3e \| Tiesj Benoot \| Belgique \| Lotto-Soudal \| + 4 min 37 s \| \| 4e \| Fabio Felline \| Italie \| Trek-Segafredo \| + 4 min 38 s \| \| 5e \| Alberto Bettiol \| Italie \| Cannondale-Drapac \| + 4 min 49 s \| \| 6e \| Lawrence Warbasse \| États-Unis \| IAM Cycling \| + 5 min 12 s \| \| 7e \| Andrey Zeits \| Kazakhstan \| Astana \| + 5 min 12 s \| \| 8e \| Rubén Fernández \| Espagne \| Movistar Team \| + 5 min 27 s \| \| 9e \| Matvey Mamykin \| Russie \| Katusha \| + 5 min 32 s \| \| 10e \| Davide Villella \| Italie \| Cannondale-Drapac \| + 5 min 59 s \| |                   |            |                   |                 |
| |                   |            |                   |                 |
| Source : ProCyclingStats |                   |            |                   |                 |
| Classement de l'étape |                   |            |                   |                 |
| Coureur | Coureur           | Pays       | Équipe            | Temps           |
| 1er | Tim Wellens       | Belgique   | Lotto-Soudal      | 5 h 57 min 22 s |
| 2e | Davide Formolo    | Italie     | Cannondale-Drapac | + 3 min 48 s    |
| 3e | Tiesj Benoot      | Belgique   | Lotto-Soudal      | + 4 min 37 s    |
| 4e | Fabio Felline     | Italie     | Trek-Segafredo    | + 4 min 38 s    |
| 5e | Alberto Bettiol   | Italie     | Cannondale-Drapac | + 4 min 49 s    |
| 6e | Lawrence Warbasse | États-Unis | IAM Cycling       | + 5 min 12 s    |
| 7e | Andrey Zeits      | Kazakhstan | Astana            | + 5 min 12 s    |
| 8e | Rubén Fernández   | Espagne    | Movistar Team     | + 5 min 27 s    |
| 9e | Matvey Mamykin    | Russie     | Katusha           | + 5 min 32 s    |
| 10e | Davide Villella   | Italie     | Cannondale-Drapac | + 5 min 59 s    |

| \| Classement général \| Classement général \| Classement général \| Classement général \| Classement général \| \| Coureur \| Coureur \| Pays \| Équipe \| Temps \| \| ------------------ \| ------------------ \| ------------------ \| ------------------ \| ------------------ \| \| 1er \| Tim Wellens \| Belgique \| Lotto-Soudal \| 23 h 16 min 53 s \| \| 2e \| Davide Formolo \| Italie \| Cannondale-Drapac \| + 4 min 05 s \| \| 3e \| Tiesj Benoot \| Belgique \| Lotto-Soudal \| + 4 min 50 s \| \| 4e \| Fabio Felline \| Italie \| Trek-Segafredo \| + 5 min 04 s \| \| 5e \| Alberto Bettiol \| Italie \| Cannondale-Drapac \| + 5 min 12 s \| \| 6e \| Andrey Zeits \| Kazakhstan \| Astana \| + 5 min 29 s \| \| 7e \| Lawrence Warbasse \| États-Unis \| IAM Cycling \| + 5 min 38 s \| \| 8e \| Rubén Fernández \| Espagne \| Movistar Team \| + 5 min 44 s \| \| 9e \| Dario Cataldo \| Italie \| Astana \| + 6 min 16 s \| \| 10e \| Davide Villella \| Italie \| Cannondale-Drapac \| + 6 min 25 s \| |                   |            |                   |                  |
| |                   |            |                   |                  |
| Source : ProCyclingStats |                   |            |                   |                  |
| Classement général |                   |            |                   |                  |
| Coureur | Coureur           | Pays       | Équipe            | Temps            |
| 1er | Tim Wellens       | Belgique   | Lotto-Soudal      | 23 h 16 min 53 s |
| 2e | Davide Formolo    | Italie     | Cannondale-Drapac | + 4 min 05 s     |
| 3e | Tiesj Benoot      | Belgique   | Lotto-Soudal      | + 4 min 50 s     |
| 4e | Fabio Felline     | Italie     | Trek-Segafredo    | + 5 min 04 s     |
| 5e | Alberto Bettiol   | Italie     | Cannondale-Drapac | + 5 min 12 s     |
| 6e | Andrey Zeits      | Kazakhstan | Astana            | + 5 min 29 s     |
| 7e | Lawrence Warbasse | États-Unis | IAM Cycling       | + 5 min 38 s     |
| 8e | Rubén Fernández   | Espagne    | Movistar Team     | + 5 min 44 s     |
| 9e | Dario Cataldo     | Italie     | Astana            | + 6 min 16 s     |
| 10e | Davide Villella   | Italie     | Cannondale-Drapac | + 6 min 25 s     |

### 6eétape
- Étape annulée en raison des conditions climatiques

### 7eétape
| \| Classement de l'étape \| Classement de l'étape \| Classement de l'étape \| Classement de l'étape \| Classement de l'étape \| \| Coureur \| Coureur \| Pays \| Équipe \| Temps \| \| --------------------- \| --------------------- \| --------------------- \| --------------------- \| --------------------- \| \| 1er \| Alex Dowsett \| Royaume-Uni \| Movistar Team \| 28 min 59 s \| \| 2e \| Jonathan Castroviejo \| Espagne \| Movistar Team \| + 22 s \| \| 3e \| Primož Roglič \| Slovénie \| LottoNL-Jumbo \| + 39 s \| \| 4e \| Ben Hermans \| Belgique \| BMC Racing Team \| + 41 s \| \| 5e \| Victor Campenaerts \| Belgique \| LottoNL-Jumbo \| + 48 s \| \| 6e \| Fabio Felline \| Italie \| Trek-Segafredo \| + 49 s \| \| 7e \| Svein Tuft \| Canada \| Orica-BikeExchange \| + 1 min 11 s \| \| 8e \| Alberto Bettiol \| Italie \| Cannondale-Drapac \| + 1 min 13 s \| \| 9e \| Daniele Bennati \| Italie \| Tinkoff \| + 1 min 19 s \| \| 10e \| Víctor de la Parte \| Espagne \| CCC Sprandi Polkowice \| + 1 min 21 s \| |                      |             |                       |              |
| |                      |             |                       |              |
| Source : ProCyclingStats |                      |             |                       |              |
| Classement de l'étape |                      |             |                       |              |
| Coureur | Coureur              | Pays        | Équipe                | Temps        |
| 1er | Alex Dowsett         | Royaume-Uni | Movistar Team         | 28 min 59 s  |
| 2e | Jonathan Castroviejo | Espagne     | Movistar Team         | + 22 s       |
| 3e | Primož Roglič        | Slovénie    | LottoNL-Jumbo         | + 39 s       |
| 4e | Ben Hermans          | Belgique    | BMC Racing Team       | + 41 s       |
| 5e | Victor Campenaerts   | Belgique    | LottoNL-Jumbo         | + 48 s       |
| 6e | Fabio Felline        | Italie      | Trek-Segafredo        | + 49 s       |
| 7e | Svein Tuft           | Canada      | Orica-BikeExchange    | + 1 min 11 s |
| 8e | Alberto Bettiol      | Italie      | Cannondale-Drapac     | + 1 min 13 s |
| 9e | Daniele Bennati      | Italie      | Tinkoff               | + 1 min 19 s |
| 10e | Víctor de la Parte   | Espagne     | CCC Sprandi Polkowice | + 1 min 21 s |

| \| Classement général \| Classement général \| Classement général \| Classement général \| Classement général \| \| Coureur \| Coureur \| Pays \| Équipe \| Temps \| \| ------------------ \| ------------------ \| ------------------ \| ------------------ \| ------------------ \| \| 1er \| Tim Wellens \| Belgique \| Lotto-Soudal \| 23 h 47 min 23 s \| \| 2e \| Fabio Felline \| Italie \| Trek-Segafredo \| + 4 min 22 s \| \| 3e \| Alberto Bettiol \| Italie \| Cannondale-Drapac \| + 4 min 54 s \| \| 4e \| Davide Formolo \| Italie \| Cannondale-Drapac \| + 5 min 06 s \| \| 5e \| Tiesj Benoot \| Belgique \| Lotto-Soudal \| + 5 min 22 s \| \| 6e \| Rubén Fernández \| Espagne \| Movistar Team \| + 5 min 45 s \| \| 7e \| Lawrence Warbasse \| États-Unis \| IAM Cycling \| + 5 min 47 s \| \| 8e \| Andrey Zeits \| Kazakhstan \| Astana \| + 6 min 08 s \| \| 9e \| Dario Cataldo \| Italie \| Astana \| + 6 min 20 s \| \| 10e \| Davide Villella \| Italie \| Cannondale-Drapac \| + 8 min 01 s \| |                   |            |                   |                  |
| |                   |            |                   |                  |
| Source : ProCyclingStats |                   |            |                   |                  |
| Classement général |                   |            |                   |                  |
| Coureur | Coureur           | Pays       | Équipe            | Temps            |
| 1er | Tim Wellens       | Belgique   | Lotto-Soudal      | 23 h 47 min 23 s |
| 2e | Fabio Felline     | Italie     | Trek-Segafredo    | + 4 min 22 s     |
| 3e | Alberto Bettiol   | Italie     | Cannondale-Drapac | + 4 min 54 s     |
| 4e | Davide Formolo    | Italie     | Cannondale-Drapac | + 5 min 06 s     |
| 5e | Tiesj Benoot      | Belgique   | Lotto-Soudal      | + 5 min 22 s     |
| 6e | Rubén Fernández   | Espagne    | Movistar Team     | + 5 min 45 s     |
| 7e | Lawrence Warbasse | États-Unis | IAM Cycling       | + 5 min 47 s     |
| 8e | Andrey Zeits      | Kazakhstan | Astana            | + 6 min 08 s     |
| 9e | Dario Cataldo     | Italie     | Astana            | + 6 min 20 s     |
| 10e | Davide Villella   | Italie     | Cannondale-Drapac | + 8 min 01 s     |

## Classements finals

### Classement général final
.
| \| Classement général \| Classement général \| Classement général \| Classement général \| Classement général \| \| Coureur \| Coureur \| Pays \| Équipe \| Temps \| \| ------------------ \| ------------------ \| ------------------ \| ------------------ \| ------------------ \| \| 1er \| Tim Wellens \| Belgique \| Lotto-Soudal \| 23 h 47 min 23 s \| \| 2e \| Fabio Felline \| Italie \| Trek-Segafredo \| + 4 min 22 s \| \| 3e \| Alberto Bettiol \| Italie \| Cannondale-Drapac \| + 4 min 54 s \| \| 4e \| Davide Formolo \| Italie \| Cannondale-Drapac \| + 5 min 06 s \| \| 5e \| Tiesj Benoot \| Belgique \| Lotto-Soudal \| + 5 min 22 s \| \| 6e \| Rubén Fernández \| Espagne \| Movistar Team \| + 5 min 45 s \| \| 7e \| Lawrence Warbasse \| États-Unis \| IAM Cycling \| + 5 min 47 s \| \| 8e \| Andrey Zeits \| Kazakhstan \| Astana \| + 6 min 08 s \| \| 9e \| Dario Cataldo \| Italie \| Astana \| + 6 min 20 s \| \| 10e \| Davide Villella \| Italie \| Cannondale-Drapac \| + 8 min 01 s \| |                   |            |                   |                  |
| |                   |            |                   |                  |
| Source : ProCyclingStats |                   |            |                   |                  |
| Classement général |                   |            |                   |                  |
| Coureur | Coureur           | Pays       | Équipe            | Temps            |
| 1er | Tim Wellens       | Belgique   | Lotto-Soudal      | 23 h 47 min 23 s |
| 2e | Fabio Felline     | Italie     | Trek-Segafredo    | + 4 min 22 s     |
| 3e | Alberto Bettiol   | Italie     | Cannondale-Drapac | + 4 min 54 s     |
| 4e | Davide Formolo    | Italie     | Cannondale-Drapac | + 5 min 06 s     |
| 5e | Tiesj Benoot      | Belgique   | Lotto-Soudal      | + 5 min 22 s     |
| 6e | Rubén Fernández   | Espagne    | Movistar Team     | + 5 min 45 s     |
| 7e | Lawrence Warbasse | États-Unis | IAM Cycling       | + 5 min 47 s     |
| 8e | Andrey Zeits      | Kazakhstan | Astana            | + 6 min 08 s     |
| 9e | Dario Cataldo     | Italie     | Astana            | + 6 min 20 s     |
| 10e | Davide Villella   | Italie     | Cannondale-Drapac | + 8 min 01 s     |

## Évolution des classements
| Étape              | Vainqueur                                           | Classement général                                  | Classement par points                               | Classement de la montagne                           | Classement des sprints                              | Classement par équipes                              |
| ------------------ | --------------------------------------------------- | --------------------------------------------------- | --------------------------------------------------- | --------------------------------------------------- | --------------------------------------------------- | --------------------------------------------------- |
| 1                  | Davide Martinelli                                   | Davide Martinelli                                   | Davide Martinelli                                   | Jarosław Marycz                                     | Marc Fournier                                       | Etixx-Quick Step                                    |
| 2                  | Fernando Gaviria                                    | Fernando Gaviria                                    | Fernando Gaviria                                    | Jarosław Marycz                                     | Jonas Koch                                          | Sky                                                 |
| 3                  | Niccolo Bonifazio                                   | Fernando Gaviria                                    | Moreno Hofland                                      | Kamil Gradek                                        | Jonas Koch                                          | Sky                                                 |
| 4                  | Fernando Gaviria                                    | Fernando Gaviria                                    | Fernando Gaviria                                    | Alessandro Tonelli                                  | Jonas Koch                                          | Sky                                                 |
| 5                  | Tim Wellens                                         | Tim Wellens                                         | Moreno Hofland                                      | Tim Wellens                                         | Tim Wellens                                         | Lotto-Soudal                                        |
| 6                  | Étape annulée en raison des conditions climatiques. | Étape annulée en raison des conditions climatiques. | Étape annulée en raison des conditions climatiques. | Étape annulée en raison des conditions climatiques. | Étape annulée en raison des conditions climatiques. | Étape annulée en raison des conditions climatiques. |
| 7                  | Alex Dowsett                                        | Tim Wellens                                         | Alberto Bettiol                                     | Tim Wellens                                         | Tim Wellens                                         | Lotto-Soudal                                        |
| Classements finals | Classements finals                                  | Tim Wellens                                         | Alberto Bettiol                                     | Tim Wellens                                         | Tim Wellens                                         | Lotto-Soudal                                        |